# 송산그린시티
송산그린시티(松山그린시티, Songsan Green City)는 대한민국 경기도 화성시 시화간척지 일대에 2030년까지 조성되는 신도시이다. 동측지구, 남측지구, 서측지구로 나뉜다. 현재 동측지구 일부에 주민들이 입주하여 새솔동이 신설되어 있다. 서측지구에는 현재 주민은 없으며 대부분 매립이 완료되지 않아 등기가 되어 있지 않으나 원래부터 송산면으로 등기되었던 토지와 자동차안전연구원 등 매립 후 송산면으로 등기된 토지도 존재한다.

## 추진배경
- 시화호 자연환경의 적극적 보전과 국토의 효율적 활용 방안 마련
- 관광과 레저, 주거가 어우러지는 새로운 차원의 도시 공간 제공
- 시화지역을 서해안 벨트의 거점지역으로 육성

## 역사
1986년에 5만 명 인구를 수용하는 시화지구 개발 계획이 있었다. 2003년 12월 12일에는 시화지구를 관광, 레저, 연구, 생태가 조화를 이루는 신도시로 개발하는 계획이 수립되었으며, 2005년 7월 19일 이 지역에 대한 명칭을 송산그린시티로 확정하였다. 2008년부터 2009년까지 계획한 토지이용계획은 송산그린시티 개발 계획이며 단계적 개발계획을 보면 1단계는 동측지구, 2단계는 남측지구, 3단계는 서측지구다. 2015년에 대규모 아파트의 분양이 시작되었고 동측지구의 개발이 시작되었으며, 2017년에 남측지구의 개발이 시작되고 2018년에 동측지구의 아파트 입주가 시작되었고 2021년 여름에 동측지구의 마지막 아파트인 대방노블랜드 5차, 6차가입주하고 2022년에 서측지구의 개발이 시작될 예정이다.

## 시설
- 동측지구 (계획)
  - 교육시설 : 송린초, 새솔초, 송린중, 새솔고
  - 공공시설 :새솔동 행정복지센터, 파출소,새솔동 119안전센터, 우체국1
  - 녹지시설 : 수노을 중앙공원,봉선 체육공원
- 남측지구 (계획)
  - 교육시설 :
  - 공공시설 : 서화성역, 서화성역 환승센터
  - 녹지시설 :
- 서측지구 (계획)
  - 교육시설 : 초등학교13, 중학교7, 고등학교5
  - 공공시설 : 공공행정부지2, 주민센터4, 파출소6, 소방파출소1, 우체국3, 집배우체국1
  - 녹지시설 :

## 마을
- 동측지구
  - 송산 더펠리체 휴먼빌 (750세대)
  - 송산 EG the 1 레이크 뷰 (782세대)
  - 송산 요진 Y City (680세대)
  - 송산 대방 노블랜드 더 퍼스티지 1차 (731세대)
  - 송산 대방 노블랜드 리버스위트 2차 (426세대)
  - 송산 대방 노블랜드 더 센트럴 3차 (872세대)
  - 송산 대방 노블랜드 리버 파크 5차 (608세대)
  - 송산 대방 노블랜드 스타빌리지 6차 (390세대)
  - 송산 반도 유보라 아이비파크 (980세대)
  - 송산 금강 펜테리움 센트럴파크 (692세대)
  - 송산 모아 미래도 에듀포레 (585세대)
  - 송산 세영 리첼 에듀파크 (533세대)

## 교통

### 도로
새솔동과 안산시 단원구 별망고개사거리를 잇는 국도 제77호선이 개통되었다.

### 고속도로
제153호선 평택시흥고속도로 송산마도 나들목이 신도시 남편에 위치하여 고속도로 진출입이 용이하다.

### 철도
- 서해선
  - 서화성
  - 화성시청

## 같이 보기
- 화성시
- 송산면 (화성시)
- 새솔동
- 시화호
- 화성 고정리 공룡알화석 산지